# Vila Monte Alegre (Ribeirão Preto)
Vila Monte Alegre ou Monte Alegre é um bairro do município brasileiro Ribeirão Preto, localizado na Zona Oeste.
No bairro localiza-se  o Hospital das Clínicas de Ribeirão Preto. Tem também o Hemocentro de Ribeirão Preto, a Faculdade de Medicina de Ribeirão Preto da Universidade de São Paulo, o Campus da USP de Ribeirão Preto, o Museu do Café Francisco Schmidt que se encontra dentro do Campus, e o Parque Tecnológico de Ribeirão Preto

## História
O bairro tem esse nome por causa da Fazenda Monte Alegre, que pertencia ao fazendeiro João Franco (plantador de café, criador de gado e comerciante de escravos) que comprou terras na região para formar a Fazenda Monte Alegre. Essa fazenda, que hoje constitui o núcleo principal do Campus da USP de Ribeirão Preto, foi o primeiro local da cidade a receber luz elétrica. Em 1890, Franco vendeu a fazenda para o imigrante alemão Francisco Schimidt. No Brasil desde 1858, quando chegou aos nove anos de idade, Schimidt tornou- se conhecido como o maior produtor mundial de café. Na década de 1920, havia em suas terras 14 milhões de pés de café que — graças ao trabalho de 14 mil colonos —  produziam 700 mil sacas de café por ano. Uma ferrovia particular circulava pela fazenda a fim de escoar a produção. A prosperidade de Schimidt era tanta que ele chegou a ter uma moeda cunhada em alumínio, com o próprio nome, que era aceita no comércio local. Com a morte de Schimidt, em 1924, a Fazenda Monte Alegre tornou- se propriedade de seu filho Jacob. Na década de 30 — abalado pelos efeitos da quebra da Bolsa de Nova York e por rumores de que a fazenda seria desapropriada pelo governo do Estado —, Jacob vendeu a propriedade para o fazendeiro João Marquese. Mas, em 1940, o governo  desapropria de fato a fazenda, visando a “fins educacionais”. Assim como aconteceu no campus da USP em Pirassununga, o interventor Fernando Costa criou em Ribeirão  Preto uma Escola Prática de Agricultura. Em janeiro de 1942 foi lançada a pedra fundamental da escola, dando início à construção dos prédios hoje usados pela USP. Data dessa época, por exemplo, o imponente Prédio Central da Faculdade de Medicina. Desativada no final dos anos 40, a escola acabou ocupada pela Faculdade de Medicina de Ribeirão Preto que — criada em 1948 — começou a funcionar em 1952.